# Буланов, Алексей Парфёнович
Алексе́й Парфёнович Була́нов (7 февраля 1916 года, п. Тейково — 11 августа 1992 года, г. Москва) — Герой Советского Союза, штурман эскадрильи 334-го Берлинского бомбардировочного авиационного полка 1-й Сталинградской Краснознамённой бомбардировочной авиационной дивизии 3-го гвардейского бомбардировочного авиационного корпуса 18-й воздушной армии, капитан — на момент представления к званию ГСС, Заслуженный штурман-испытатель СССР (1972), Заслуженный работник культуры РСФСР (1985), полковник (1975).

## Биография
Родился 7 февраля 1916 года в посёлке Тейково в семье крестьянина. Русский. Член ВКП(б)/КПСС с 1945 года. Окончил Тейковскую четырёхлетнюю школу торфяного ученичества, в 1936 году — Владимирский текстильный рабфак. Затем поступил в институт имени Плеханова в Москве.
В 1937 году по комсомольскому набору ушёл в Красную Армию. В 1939 году окончил Краснодарское военное авиационное училище штурманов.
Начало Отечественной войны застало Буланова на Дальнем Востоке в должности штурмана корабля бомбардировочной авиации. Сразу же подал рапорт о направлении в действующую армию, но просьбу удовлетворили только весной 1942 года.
В мае 1942 года Буланов прибыл в недавно сформированный 101-й (с ноября 1944 года — 31-й гвардейский) авиационный полк дальнего действия, которым командовала В. С. Гризодубова. С июня 1942 года уже участвовал в боевых вылетах на самолёте Ли-2. Боевое крещение получил во время наступления гитлеровцев на Воронеж. Лётчики полка в ночное время бомбили скопления фашистских войск и их боевой техники.
В дни, когда гитлеровцы рвались к Сталинграду, он бомбил переправы через Дон, сжигал бензохранилища, на переднем крае уничтожал живую силу и технику противника. В один из таких вылетов точными попаданиями бомб, сброшенных Булановым, были подожжены 6 (шесть) танков противника.
Вскоре умелому штурману стали поручать задания по доставке боеприпасов на партизанские аэродромы. Сквозь ночь и завесы зенитного огня в сложнейших метеорологических условиях пробивался самолёт Буланова в районы действий партизанских соединений С. А. Ковпака, А. Н. Сабурова, Мельника. За экипажем, в котором он летал, было закреплено партизанское соединение А. Ф. Фёдорова. В июле 1942 года партизанский аэродром был атакован карателями, посадочная площадка простреливается пулемётами. Экипаж под огнём противника погрузили в самолёт 18 раненых и взлетел. Уже на своём аэродроме обнаружили в корпусе самолёта свыше двух десятков пробоин.
В августе 1942 года при бомбардировании железнодорожного узла Орёл точным попаданием бомб вызвал взрыв колоссальных размеров, перешедший в большой пожар.
Особенно активизировались полёты к партизанам весной-летом 1943 года. Гитлеровцы даже установили патрулирование ночных истребителей. В ночь на 2 августа 1943 года во время очередного вылета самолёт Буланова был сбит ночным истребителем в районе города Дятьково Брянской области. Семья получила похоронку.
Но штурман Буланов остался жив. Получив два ранения, теряя сознание, он покинул горящую машину на парашюте, попал в плен. Лежал в Смоленском госпитале для русских военнопленных. Набравшись сил, 20 сентября со штурманом капитаном Калугиным и лётчиком-истребителем Павловым осуществил побег. Все трое благополучно перебрались через линию фронта.
Вернувшись в полк, Буланов продолжал летать на боевые задания. В 1944 году участвовал в разгроме фашистов под Ленинградом, бомбардировал военные объекты в далёком тылу противника. В ноябре 1944 года прибыл в 334-й бомбардировочный авиационный полк на должность командира эскадрильи. В этом полк прошёл до Победы. В апреле 1945 года он совершал боевые вылеты на бомбардировку Кёнигсберга, а позже и на Берлин.
Капитан Буланов войну закончил штурманом эскадрильи 334-го бомбардировочного авиационного полка. К маю 1945 совершил 241 боевой вылет на бомбардировку важных военных объектов в тылу противника, скоплений живой силы и техники врага. Из них 86 вылетов к партизанам, в том числе 32 с посадкой в тылу врага. Вывез на «большую землю» около пятисот детей и раненых.
Указом Президиума Верховного Совета СССР от 15 мая 1946 года за образцовое выполнение заданий командования и проявленные мужество и героизм в боях с немецко-фашистскими захватчиками капитану Буланову Алексею Парфёновичу присвоено звание Героя Советского Союза с вручением ордена Ленина (№ 59154) и медали «Золотая Звезда» (№ 8262).
После войны продолжал службу в ВВС. До 1973 года работал в Научно-исследовательском институте Министерства радиопромышленности (НИИ МРП), занимался испытаниями самолётного радиолокационного оборудования. Заслуженный штурман-испытатель СССР.
С 1973 года полковник Буланов в запасе. Жил в Москве. Активно участвовал в военно-патриотической работе. Был руководителем Московского клуба авиации и космонавтики при Московском городском Дворце детского и юношеского творчества. Заслуженный деятель культуры РСФСР. Умер 11 августа 1992 года. Согласно завещанию похоронен на родине, на воинском кладбище города Тейково Ивановской области.

## Награды
- Герой Советского Союза (15.06.1946)
- Орден Ленина (15.06.1946)
- Орден Красного Знамени (31.12.1942)
- Два ордена Отечественной войны 1-й степени (29.02.1944, 11.03.1985)
- Два ордена Красной Звезды (28.02.1943, 20.04.1953)
- Медаль «За боевые заслуги»
- Медаль «За оборону Ленинграда»
- Медаль «Партизану Отечественной войны» 1-й степени (1943)
- Медаль «За взятие Кёнигсберга»
- Медаль «За взятие Берлина»
- другие медали
- Заслуженный штурман-испытатель СССР (22.08.1972)
- Заслуженный работник культуры РСФСР (1985)

## Память
В городе Тейкове имя Героя увековечено на мемориальной доске «Тейковчане — Герои Советского Союза».